# Le Roncole
Le Roncole (avui conegut com a Roncole Verdi) és un poble situat a la província de Parma (Emilia-Romagna), una frazione de la comune de Busseto. Es troba a uns 140 km al sud-est de Milà.
És conegut principalment per ser el lloc de naixement, entre el 9 i el 10 d'octubre de 1813, del compositor d'òpera Giuseppe Verdi. L'autor va viure en aquella zona gairebé tota la seva vida, tot i que va escriure al comte Opprandino Arrivabene, el 1863, des de París, on es rumorejava que hagués volgut viure a França: "Jo era i sempre seré un jornaler de Roncole." La seva casa ha estat un monument nacional des del 1901.
Els camps i la zona que l'envolta eren el centre d'activitats durant gairebé tota la vida de Verdi. El lloc de naixement de Verdi, la "Casa Natale del Maestro", es pot visitar, així com l'orgue que utilitzava de petit a l'església que hi ha a uns quants quilòmetres.